# Tofta, Gotlands kommun
För andra betydelser, se Tofta.
Tofta är en tätort i Gotlands kommun i Gotlands län, belägen vid kusten söder om Visby med södra delen utmed  länsväg 140. Tätorten som definierades och namnsattes av SCB 2015 omfattar bebyggelse i och omkring Tofta strand och Gnisvärd. 

## Befolkningsutveckling
| Befolkningsutvecklingen i Tofta 2015–2020        | Befolkningsutvecklingen i Tofta 2015–2020 | Befolkningsutvecklingen i Tofta 2015–2020 | Befolkningsutvecklingen i Tofta 2015–2020 | Befolkningsutvecklingen i Tofta 2015–2020 |
| ------------------------------------------------ | ----------------------------------------- | ----------------------------------------- | ----------------------------------------- | ----------------------------------------- |
|                                                  |                                           |                                           |                                           |                                           |
| År                                               |                                           |                                           | Folkmängd                                 | Areal (ha)                                |
| 2015                                             | 2015                                      |                                           | 627                                       | 502                                       |
| 2020                                             | 2020                                      |                                           | 832                                       | 557                                       |
| Anm.: Ny tätort 2015, Ansarve uppgått i den 2020 |                                           |                                           |                                           |                                           |

tätortens bebyggelse ingick till 2015 i småorterna Tofta strand (södra och norra delen) och Gnisvärd och Smågårde vilka 2010 hade 192 invånare på en yta av 437 hektar